# Talipao
Talipao è una municipalità di terza classe delle Filippine, situata nella Provincia di Sulu, nella Regione Autonoma nel Mindanao Musulmano.
Talipao è formata da 52 baranggay:
- Andalan
- Bagsak
- Bandang
- Bilaan (Pob.)
- Bud Bunga
- Buntod
- Buroh
- Dalih
- Gata
- Kabatuhan Bilaan
- Kabatuhan Tiis
- Kabungkol
- Kagay
- Kahawa
- Kandaga
- Kanlibot
- Kiutaan
- Kuhaw

- Kulamboh
- Kuttong
- Lagtoh
- Lambanah
- Liban
- Liu-Bud Pantao
- Lower Binuang
- Lower Kamuntayan
- Lower Laus
- Lower Sinumaan
- Lower Talipao
- Lumbayao
- Lumping Pigih Daho
- Lungkiaban
- Mabahay
- Mahala
- Mampallam

- Marsada
- Mauboh
- Mungit-mungit
- Niog-Sangahan
- Pantao
- Samak
- Talipao Proper
- Tampakan
- Tiis
- Tinggah
- Tubod
- Tuyang
- Upper Binuang
- Upper Kamuntayan
- Upper Laus
- Upper Sinumaan
- Upper Talipao